# Bejan-Târnăvița
Bejan-Târnăvița – wieś w Rumunii, w okręgu Hunedoara, w gminie Șoimuș. W 2011 roku liczyła 1 mieszkańca.